# Tod und Verklärung
Tod und Verklärung (Död och förlösning) är en symfonisk dikt för stor orkester (op. 24) av Richard Strauss, komponerad 1888-89.
Musiken skildrar en artists död. På Strauss begäran skrevs detta ner i en dikt av tonsättarens vän Alexander Ritter och infogades senare i partituret som en vägledning. Ritters dikt skildrar en sjuk och ensam man som kämpar med döden och återkallar upplevelser från det liv som han har levt. Strauss dirigerade själv uruppförandet 21 juni 1890 i Eisenach.
Verket är indelat i fyra delar:
1. Largo (Sjuklägret)
2. Allegro molto agitato (Feber. Dödskamp)
3. Meno mosso (Den döendes liv passerar revy)
4. Moderato (Förlösningen)[1]